# Suchonica
Suchonica — вимерлий рід хроніозухід рептіліоморф із верхньопермських відкладень сухонинської формації Вологодської області, Росія. Вперше названа В. К. Голубєвим у 1999 р. від переднього панцирного щитка (PIN, no. 4611/1). Типовий вид – Suchonica vladimiri.